# Grabagan (Grabagan)
Grabagan is een bestuurslaag in het regentschap Tuban van de provincie Oost-Java, Indonesië. Grabagan telt 8125 inwoners (volkstelling 2010).